# دتش هوفمان
دتش هوفمان (بالإنجليزية: Dutch Hoffman)‏ هو لاعب كرة قاعدة أمريكي، ولد في 28 يناير 1904 في فريبورغ في الولايات المتحدة، وتوفي في 6 ديسمبر 1962 في بلفيل في الولايات المتحدة.

## وصلات خارجية
- دتش هوفمان على موقع دوري كرة القاعدة الرئيسي (الإنجليزية)
- دتش هوفمان على موقعبيزبول رفرنس.كوم (الدوري الرئيسي) (الإنجليزية)
- دتش هوفمان على موقع إي إس بي إن.كوم (أم.أل.بي) (الإنجليزية)